# 環臭氧
環臭氧是一種假設的氧的同素異形體，其與臭氧分子一樣有三顆氧原子，但並非角型而是成環狀。

## 簡介
直到目前，不同的理論研究已確定環臭氧存在的可能。另外也有實驗指在1450℃以上在氧化鎂的表面重構中識別出微量環臭氧。目前它並未能大量製造，而其中一個不成功的嘗試是藉助雷射。另一個被提出的可能辦法是在一個加以限制的空間內使其穩定，例如富勒烯。
科學家對其特性有一些預測，如其標準摩爾生成焓比臭氧高130 kJ mol−1，而它生成臭氧的活化能為95 kJ mol−1。另外又有建議指，若果環臭氧能大量製造，且它較為穩定，便可加入液態氧中以增加火箭燃料的比衝量。